# Vlag van Minsk (oblast)

Vlag van Minsk

De vlag van Minsk toont het oblastwapen op een rode achtergrond. Dit is sinds 22 november 2007 het officiële symbool van de Wit-Russische oblast Minsk.
De vlag heeft een hoogte-breedteverhouding van 1:2.
Het wapen bestaat uit drie blauwe golvende lijnen in een gouden veld. Rechtsboven op het schild staat een afbeelding van het wapen van de stad Minsk. Het wapen wordt gecompleteerd door een grote gouden kroon met vijf tanden, daaronder zijn twee gouden eikentakken omlijst, die gedraaid zijn en verbonden door een blauw lint van de Orde.